# Drátěné lano

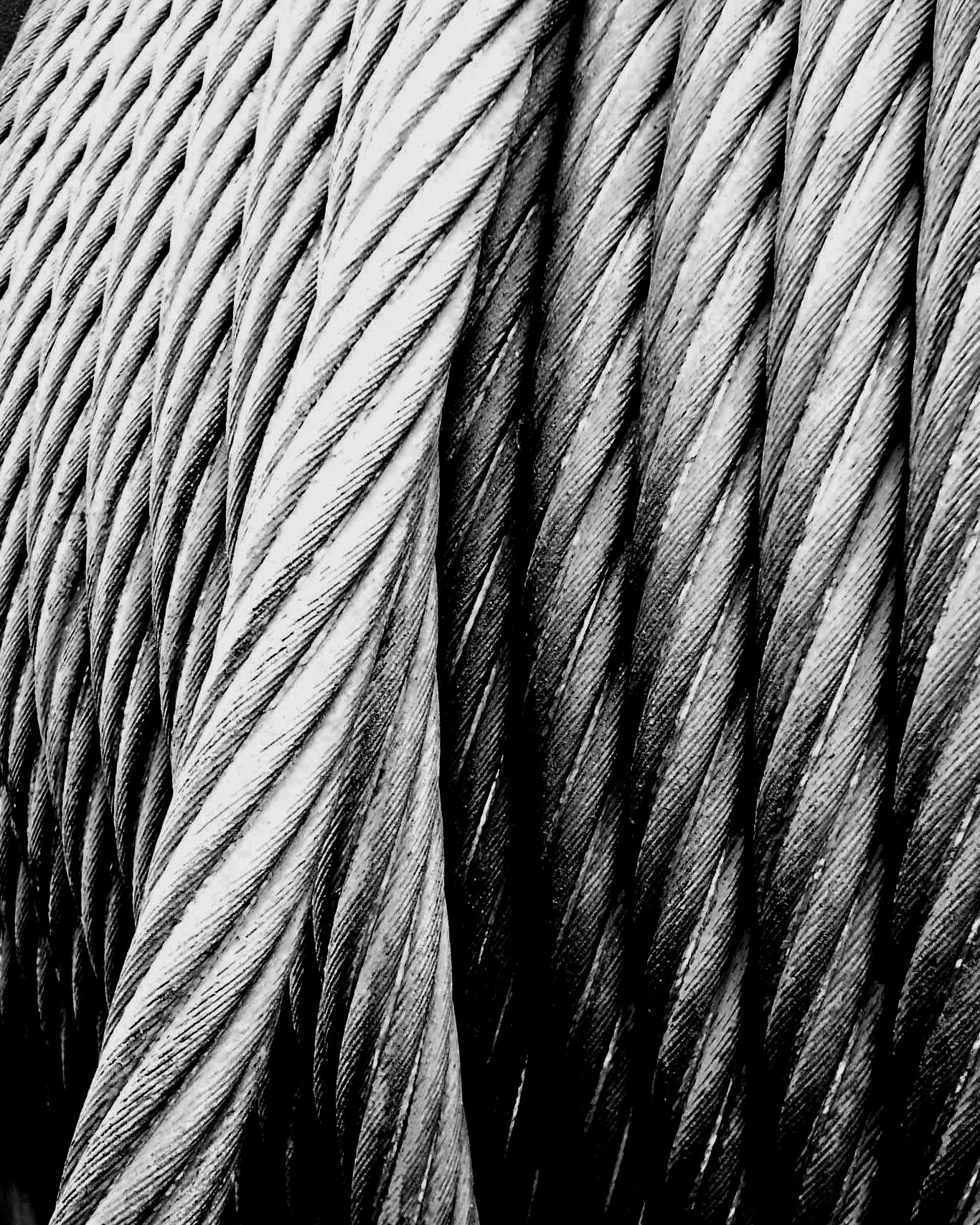
Ocelové lano

Drátěné lano je druh lana, které je vyrobeno z několika kovových vláken.
Lana z přírodních materiálů se používala již ve starověku a používala se na zvedání nákladů a u námořnictva. Potřeba pevnějších lan nastala až koncem 18. století s rozvojem průmyslu, hlavně důlního. Jelikož se těžilo ve stále větší hloubce, byly na lana kladeny větší požadavky, které se už nedaly zvládat jen změnou tloušťky lana. Lana z přírodních materiálů měla omezenou životnost a hlavně nízkou bezpečnost.

## Historie
Na evropském kontinentu bylo jako první vyrobené a použité lano v německých stříbrných dolech v Clausthalu (pohoří Harz) (1834). První lana byla tvořena navzájem zkroucenými kovanými dráty, které tvořily pramen. Ze tří pramenů pak bylo spleteno lano. Technologie byla převzata z výroby konopných lan. Lana se splétala ručně. Tato lana se také nazývala Albertova (William Albert vrchní důlní rada, který použití lan prosadil). Jelikož dráty měly relativně velký průměr, tak i průřez lana byl velký a lano bylo málo ohebné, přesto však měla výhodu, že ve vlhkém důlním prostředí netlela, měla vyšší pevnost a oproti řetězům se nepřetrhla "bez varování".
Již v roce 1836 bylo ocelové lano v provozu na Slovensku, a to na šachtě Kristián v Banské Štiavnici. V roce 1837 byla na šachtě Piarg v Banské Štiavnici zřízena první továrna na výrobu ocelových lan na základě podnětu komorního hraběte Schweitzer. Lana se nejprve vyráběla ručně a od roku 1840 byl v provozu stroj na výrobu pramenů, který si dal v témže roce patentovat vídeňský mechanik Wurm. Délka prvních lan byla jen několik desítek metrů. Vývoj techniky výroby ocelových lan pokračoval poměrně rychle a již v roce 1850 bylo pro potřeby železničního provozu vyrobeno lano o délce 2 650 m..
V tomto období jako i v následujících letech 19. i 20. století až po současnost se vývoj lan nese ve znamení zlepšení strojního vybavení na výrobu lan, zlepšení vlastností materiálů použitých na lana a zlepšení konstrukce lan.

## Materiál k výrobě lana
K výrobě lan se používají tři základní komponenty:
- lanový drát ocelový, nebo ze slitin hliníku a mědi
- jádro (vložka) lana
- mazadlo lana

### Lanový drát
K výrobě mechanicky namáhaných lan se nejčastěji používá ocel. Neželezné kovy, spíše však jejich slitiny, se používají pouze pokud má lano vést elektrický proud.
Základní částí lana je drát, jehož vlastnosti ovlivňují i vlastnosti a kvalitu výsledného ocelového lana. Drát pro ocelová lana je vyráběn z nelegovaných uhlíkových ocelí třídy 12 (obsah C je v rozmezí 0,42–0,6 %).
Na kvalitu drátu má vliv:
- Velikost a množství příměsí v drátu
- Velikost a počet povrchových vad drátu vzniklých při válcování nebo tažení
- Struktura drátu,
- Teplota při zpracování drátu

Pokud se používá lano ve venkovním prostředí, tak se povrchově protikorozně upravuje zinkem.

### Vložka lana
Nazývá se také duše lana. Úkolem vložky lana je vytvářet pevnou, ale zároveň pružnou podložku pro prameny lana, které jsou kolem vložky spirálově stáčeny. Vložka zabraňuje radiálnímu posouvání a bočním tlakům pramenů a současně vyplňuje prostor mezi prameny. Dalšími úkoly vložky jsou zajišťování kruhového průřezu ocelového lana a zásobování lana mazivem.
Materiálem vložky lana bývají nejčastěji různé plastové materiály (Bariflex, polypropylen...). Jsou odolné vůči vyšším teplotám, mají větší odolnost proti otěru a v porovnání s přírodními materiály používanými v minulosti lepší pevnost v tahu. Vložka musí mít porézní strukturu, kvůli absorbování dostatečného množství maziva. V některých případech je vložka lana kovová. Je to zejména v provozech s teplotami nad 60 °C a když je požadovaná větší nosnost lana při daném průřezu. Mazací část je pak vložena mezi vnitřní lano a jeho oplet ve formě pramenů. Tato lana jsou tužší.

### Mazivo lana
Mazivo chrání lano před korozí, snižuje vzájemné tření mezi dráty a prameny, snižuje tření mezi lanem a kladkou a zabraňuje vnikání nečistot a vody do nitra lana.
Požadované vlastnosti
- Mazivo nesmí vytékat
- Mazivo nesmí být odstranitelné vodou a kapalinami s nimiž přichází do styku
- Mazivo musí být stálé a odolné vůči povětrnostním a teplotním vlivům, a tím chránit proti korozi i lano
- Mazivo nesmí být korozivní ani jinak chemicky působit na drát

Maziva se vyrábějí podle účelu použití lana, zvláštní maziva se používají na domazávání lan v provozu.

## Požadované vlastnosti lana
- Nosnost lana - je nejdůležitějším parametrem, který se volí na základě velikosti zatížení a požadované bezpečnosti.
- Bezpečnost lana, která je dána poměrem jmenovité nosnosti lana a jeho maximálním statickým zatížením.
- Modul pružnosti lana, se kterým souvisí prodlužování lana, to je důležité u lan s větší délkou. Velikost modulu pružnosti lze určit výpočtem nebo experimentálně, ovlivňuje ho jmenovitá pevnost drátů a velikost zatížení.
- Kroutící moment lana (jelikož lano je stáčené vznikají při jeho zatížení svislou silou krouticí momenty, které se eliminují protisměrným obtáčením ve výrobě.

## Konstrukce lana
Je dána hlavně vzájemným uspořádáním drátů v prameni i pramenů samotných. Základní konstrukce jsou definovány v ČSN 02 43xx

### Označování
Lana se označují technickou normou a doplňkovým číslem 
Příklad označování: 12 ČSN 02 4324.45
Číslo před ČSN - jmenovitý průměr lana 
První číslice za číslem normy - jmenovitá pevnost drátu 
Druhá číslice za číslem normy - povrchová úprava drátů, směr a způsob vinutí
| - | Číslice | Jmenovitá pevnost drátu v MPa | - | 2 | 1270 | - | 3 | 1370 | - | 4 | 1570 | - | 5 | 1770 | - | 6 | 1960 | - | 7 | 1670 | - | 0 | 1770 |

| - | Číslice | Povrch drátu | Způsob vinutí | Směr vinutí | - | 1 | Holý | Protisměrný | Pravý | - | 2 | Holý | Protisměrný | Levý | - | 3 | Holý | Stejnosměrný | Pravý | - | 4 | Holý | Stejnosměrný | Levý | - | 5 | Pozinkovaný | Protisměrný | Pravý | - | 6 | Pozinkovaný | Protisměrný | Levý | - | 7 | Pozinkovaný | Stejnosměrný | Pravý | - | 8 | Pozinkovaný | Stejnosměrný | Levý |

### Základní konstrukce lana
Pokud není definováno jinak, údaje se týkají ocelových lan.
- Lana jednopramenná
- Lana klasická, standardní
- Lana souběžná, SEAL
- Lana ohebná, Hercules
- Lana Warrington
- Lana z tvářeného drátu
- Nerezová lana
- Elektrická lana
- Lana VEROPE
- Jiná

#### Jednopramenná lana
Jednopramenná lana jsou lana složená z jednoho pramene, s jádrem, nebo bez jádra. ČSN 02 431x.
Jednopramenná lana se používají jako výplň lan (jádro), nosné lano, bovden. Obvykle mívají 7 - 19 drátů.

#### Standardní lana
Lana vinutá klasickým způsobem - malý počet hrubších drátů stejného průřezu. Dobrá odolnost vůči oděru, nízká ohebnost, jednoduchá a levná výroba. ČSN 02432x, DIN 3050, 3060. Obvykle se vyrábějí jako šestipramenná.
Používají se jako montážní lana, pro lyžařské vleky, signální, pro kotvení a podobně, lanové dráhy a lanovky, tažná lana, tažná pro lanovky, posunovací, výtahová, vrtná zdvíhadlová, rypadlová, jeřábová, lodní, vlečná a podobně.

#### Lana typu SEAL
Lana vinutá souběžným způsobem. Prameny mají vnější vrstvu drátů větších průměrů. Jsou odolnější proti otěru než lano STANDARD. Lana mají menší ohebnost, ale velmi dobře snášejí rázové zatížení. Ohebnost se někdy vylepšuje dráty menších průměrů v první a druhé vrstvě. ČSN 02 434x, 02 435x, DIN 3058, DIN 3062.
Příklady využití lana: výtahová, jeřábová, rypadlová, vrtná, tažné, dolní a lanovky, pro těžké přepravní podmínky.

#### Lana typu Hercules
Vícedrátová lana, řádově stovky drátů. Lana vinutá klasickým způsobem s větším počtem drátů ve více pramenech. Lana jsou značně ohebná a prakticky málo točivá. ČSN 02437x, DIN 3070.
Příklady využití lana: Tato lana se používají pro speciální jeřáby a všude tam, kde je břemeno zavěšeno na jednom průřezu lana bez jeho vedení. V určitých případech také jako nosná lana osobních lanovek a lana tažná při hloubení.

#### Lana typu Warrington
Šesti a osmipramenná lana. Lana vinutá souběžným způsobem. Vrstva je tvořena prameny se střídavě dráty většího a menšího průměru, čímž se dosáhlo lepšího využití průřezu. Jsou odolná proti otěru a jádro ze slabších drátů zajišťuje dostatečnou ohebnost i při poměrně malém počtu drátů. ČSN 02 4347, 02 4352, DIN 3059.
Příklady využití lana: jeřábová, tažná lana pro lanové dráhy, lyžařské vleky, důlní lana a lanovky, vrtná, výtahová ...

#### Lana s trojbokými prameny
Prameny lana nejsou ukládány do kruhu, ale do trojúhelníku. Lépe se tím využije profil průřezu lana.

#### Lana z tvářeného drátu
Zvláštní skupinu ocelových lan tvoří lana z tvářených drátů. Dráty jsou vytvarované tak, aby jejich složením byl maximálně využit průřez lana a dotyková plocha lana. Lana mají hladký povrch, zvýšenou odolnost proti únavě a velmi nízké kroucení. Jejich hlavní výhodou je lepší využití průřezu pramene i celého lana. Lana mají vyšší tuhost. Vykazují oproti lanům s kruhovými prameny o 12 - 20% vyšší minimální únosnost při stejném průměru lana, nízké prodloužení lana (elongaci), vysokou odolností vůči příčným tlakům a otěru a dobrou spolupráci s vodícími kladkami.
Používají se všude tam, kde klasická lana. Používají se jako náhrada tam, kde záleží na průměru lana při dané nosnosti (plnější průřez) a hladkosti povrchu lana.

#### Nerezová lana
Vyrábějí se stejnými postupy, jako klasická lana, s tím rozdílem že drát je antikorový. Nerezový drát má horší mechanické vlastnosti (zejména ohebnost), než klasický drát z uhlíkové oceli (je křehčí), a hlavně jeho cena je řádově vyšší.
Používají se v korozivním prostředí (agresivní slané prostředí, dlouhotrvající povětrnostní podmínky (kotvící a zajišťovací lana), lana instalovaná pod vodou ...), kde nestačí klasické lano nebo lano z ocelového galvanicky pozinkovaného drátu.

#### Lana pro elektrickou rozvodnou síť

##### Hliníková lana
Vyrábějí se z hliníku, který má dobrou elektrickou vodivost. Protože samotný hliníkový drát má nízkou pevnost v tahu, homogenní hliníkové dráty se používají jen pro malé průřezy. Pro větší průřezy mají hliníková lana jako jádro použité ocelové lano, které je jeho nosnou částí. EN 50182, ČSN 024210, DIN 48201
Používají se pro vysokonapěťové rozvody (stožárové) jako vodič. Pokud by lano mělo mít větší průřez, použije se souběžně několik lan.

##### Měděná lana
Používají se pouze jako vodiče (propojovací lana tam, kde musí být zajištěn přenos velkého proudu při zabezpečení ohebnosti). Pokud musí být použit měděný vodič jako nosný, má ocelové jádro, nebo nosné ocelové lanko ve společném obalu kabelu. Často se používá v kombinaci s jinými materiály, které zajišťují nosnost (zapleteno spolu s plastovými vlákny). Vyrábějí se do průměru cca 150 mm2.
Pokud nemají vnější izolaci, tak se většinou cínují.
Verope Lana
Speciální lana švýcarského výrobce VEROPE se vyznačují skladbou válcovaných či neválcovaných pramenů. Díky své dlouhé životnosti se využívají především pro jeřáby a kladkostroje. Většinou se jedná o osmipramenná lana.

## Použití lan
- Tažná lana pro svislou dopravu při těžbě surovin (souběžné, s trojbokými prameny, s tvarovanými prameny dle typu tažného zařízení).
- Vyrovnávací lana tažných zařízení (plochá šitá a nýtovaná, plochá pogumovaná, kruhové vícepramenná nekroutivá),
- Vodící a odrazová lana tažných zařízení (jednopramenná polouzavřená nebo uzavřená, souběžná s větším průměrem vnějších drátů).
- Lana podzemních a povrchových dobývacích zařízení (souběžná, vícepramenná třívrstvá, z tvářených pramenů).
- Lana pro ropný a plynárenský průmysl (souběžná pro kladkostroje, jednopramenná jako lana kotevní).
- Lana zdvihacích zařízení (souběžná).
- Lana lanovek a vleků (jednopramenná jako nosná, souběžná s větším průměrem vnějších drátů, jako lana tažná a vícepramenná vícevrstvá jako lana napínací).
- Výtahová lana (souběžná, z tvářených pramenů).
- Lana pro stavební průmysl (7-drátové pramence do předpjatého betonu, jednopramenná souběžná, vícepramenná s ocelovou vložkou).
- Lana pro lodní stavitelství (klasická i souběžná s dobrou protikorozívnou ochranou).
- Lana pro jiná průmyslová odvětví - automobilový průmysl, letecký průmysl, do dopravních pásů a pneumatik, tzv. kordy, elektrická vedení, ochranné sítě (klasická, často s ocelovou vložkou a s vyšší jmenovitou pevností).